# Asarum pulchellum
Asarum pulchellum är en piprankeväxtart som beskrevs av William Botting Hemsley. Asarum pulchellum ingår i släktet hasselörter, och familjen piprankeväxter. Inga underarter finns listade i Catalogue of Life.